# Pholcus ponticus
Espèce
Synonymes
- Pholcus xinjiangensis Hu & Wu, 1989

Pholcus ponticus est une espèce d'araignées aranéomorphes de la famille des Pholcidae.

## Distribution
Cette espèce se rencontre de la Bulgarie à la Chine.

## Description
Les mâles mesurent de 5 à 6 mm et les femelles de 5 à 6 mm.

## Systématique et taxinomie
Cette espèce a été décrite par Thorell en 1875.
Pholcus xinjiangensis a été placée en synonymie par Huber en 2011.

## Étymologie
Son nom d'espèce lui a été donné en référence au lieu de sa découverte, le Pont-Euxin.

## Publication originale
- Thorell, 1875 : « Verzeichniss südrussischer Spinnen. » Horae Societatis Entomologicae Rossicae, vol. 11, p. 39-122 (texte intégral).